# Diecéze Petinessus
Diecéze Petinessus je titulární diecéze římskokatolické církve.

## Historie
Petinessus v distriktu Gihan-Beyli v dnešním Turecku, bylo starobylé biskupské sídlo nacházející se v římské provincii Galatia II. . Byla sufragánnou arcidiecéze Pessinus.
Sídlo je zmíněno v Notitiae Episcopatuum konstantinopolského patriarchátu z 13. století. 
Známe jednoho biskupa tohoto sídla; Pius, který se roku 451 zúčastnil Chalkedonského koncilu.
Dnes je využívána jako titulární biskupské sídlo; v současné době nemá svého titulárního biskupa.

## Seznam biskupů
- Pius (zmíněn roku 451)

## Seznam titulárních biskupů
- Compton Theodore Galton, S.J. (1902–1931)
- Gaspare Schotte, C.I.C.M. (1931–1944)
- Victor Frederick Foley, S.M. (1944–1966)